# Jekatierina Striżenowa
Jekatierina Władymirowna Striżenowa (ros. Екатерина Владимировна Стриженова, ur. 20 marca 1968 w Moskwie) – rosyjska aktorka i prezenterka telewizyjna. 

## Życiorys
Ukończyła studia na wydziale reżyserii Moskiewskiego Instytutu Kultury, a także na wydziale psychologii Uniwersytetu Moskiewskiego. Występowała w moskiewskim Teatrze im. Antona Czechowa.
Na dużym ekranie zadebiutowała w 1984 w filmie Przywódca Borisa Durowa (pod panieńskim nazwiskiem Tokman). W swoim dorobku ma 32 role filmowe.
Prowadzi program poranny na pierwszym kanale telewizji państwowej. Od 2014 prowadzi program Wremia pokażet (Время покажет) w formacie talk-show. Program wpisuje się w agresywną politykę Kremla wobec Ukrainy. Od 2017 uznawana przez władze Ukrainy za osobę niepożądaną, z uwagi na jej aktywność dziennikarską i częste wizyty na Krymie, pozostającym pod okupacją rosyjską.
Jest żoną reżysera i aktora Aleksandra Striżenowa, z którym ma dwie córki  Anastazję i Aleksandrę.

## Filmografia
- 1984: Przywódca jako Tania Korniłowa
- 1989: Światełko jako Ola
- 1990: Jak zechcę to pokocham jako Lidia
- 1991: Ucieczka na kraj świata jako Maria
- 1992: Snajper jako Lucy
- 1992: Siódma czterdzieści jako Margo
- 1993: Anioły śmierci jako snajperka Irina
- 1993: Amerykański dziadek jako Inga
- 1993: Ka-ka-du jako Sonia
- 1993: Tajemnica królowej Anny, czyli muszkieterowie 30 lat później jako Madlen
- 2003: Drugie życie jako Katia
- 2007: Pierwszy dom jako Katia
- 2008: Echo przeszłości jako Wiktoria Riabinina
- 2010-2011: Ktoś tu jest jako Elena Pogodina
- 2014: The House in the Heart jako matka Arthura